# Steed Malbranque
Steed Malbranque (Moeskroen, 6 januari 1980) is een in België geboren voormalig voetballer met de Franse nationaliteit. Hij was een offensieve middenvelder en stond achtereenvolgens onder contract bij Fulham, Tottenham Hotspur, Sunderland AFC , AS Saint-Étienne, Olympique Lyonnais en SM Caen. Hij beëindigde zijn actieve loopbaan als amateur bij Monts d'Or Azergues Foot in 2019. Malbranque speelde zeven interlandwedstrijden voor Jong Frankrijk, waarin hij twee keer tot scoren kwam.

## Carrière

### Begin
Hij genoot zijn opleiding bij het Franse Olympique Lyon tussen 1995 en 1997. Gedurende die periode won hij het landskampioenschap Onder-15 tweemaal, de beker voor Onder-17, en het landskampioenschap voor reserveteams. Ook was hij de aanvoerder van het Franse elftal Onder-18. De middenvelder maakte zijn debuut voor de hoofdmacht in een 1-1 gelijkspel tegen Montpellier op 21 februari 1998, op 18-jarige leeftijd. Hij speelde in totaal 96 wedstrijden voor de club, waaronder 12 optredens en 2 doelpunten in de Champions League en 7 optredens in de UEFA Cup.
Tijdens zijn periode in Lyon was er enige interesse van het Engelse Arsenal, maar hij weigerde omdat hij naar eigen zeggen nog niet klaar was voor de Premier League.

### Fulham
In 2001 tekende hij een contract bij Fulham. De club betaalde naar schatting 6,7 miljoen euro voor het talent. Hij maakte zijn debuut in een met 3-2 verloren uitwedstrijd tegen Manchester United, en zou in zijn eerste seizoen 10 keer scoren.
Hij groeide in de vijf jaar bij Fulham uit tot een vaste waarde. In 211 wedstrijden scoorde hij 44 keer, waaronder zes wedstrijden en drie goals in het UEFA Cup-avontuur van Fulham in 2002. Hij was clubtopscorer in het seizoen 2002-2003 met dertien doelpunten. Hiermee had hij een groot aandeel in het lijfsbehoud van de club in dat seizoen. Tevens werd hem gevraagd te komen spelen voor de Rode Duivels. Dit was mogelijk omdat hij een dubbel paspoort had en enkel voor Franse jeugdteams was uitgekomen. Hij sloeg het aanbod af, omdat hij naar eigen zeggen nog de hoop had ooit voor het Franse elftal uit te kunnen komen.
Op 13 mei 2006 werd Malbranque, nadat uitgebreide contractbesprekingen met de club op niets uitliepen, op de transferlijst geplaatst. Er was onder andere interesse van Reading, Middlesbrough, West Ham United, Manchester City, Everton en Newcastle United, maar hij koos op de laatste dag van de transferperiode voor Tottenham Hotspur. Ondanks een blessure waardoor hij de eerste tien weken niet mee kon spelen, was er naar verluidt een transferbedrag van drie miljoen euro mee gemoeid.

### Tottenham
Malbranque maakte zijn debuut voor de Spurs op 8 november 2006 in de wedstrijd op White Hart Lane tegen Port Vale. Zijn eerste goal scoorde hij een maand later in de met 5-1 gewonnen thuiswedstrijd tegen Charlton Athletic.

### Sunderland AFC
In de zomer van 2008 maakt Malbranque de overstap naar Sunderland AFC.

### AS Saint-Étienne
In augustus 2011 vervolgde Malbranque zijn loopbaan in zijn vaderland bij Saint-Étienne. De middenvelder tekende een contract voor twee seizoenen, maar stopte nog geen maand daarna met zijn actieve loopbaan om voor zijn zieke zoon te zorgen.

## Internationale carrière
Hoewel hij is geboren in Moeskroen werd hij opgeroepen voor het Franse elftal Onder-21 voor het EK Onder-21 in 2002, waarmee hij de finale haalde.
In februari 2004 werd Malbranque opgeroepen voor het "grote" Frankrijk. Hij speelde echter geen wedstrijden.

## Erelijst
| Competitie          |                     |                     |                     |                     |
| Competitie          | Aantal              | Jaren               |                     |                     |
| Paris Saint-Germain | Paris Saint-Germain | Paris Saint-Germain | Paris Saint-Germain | Paris Saint-Germain |
| ------------------- | ------------------- | ------------------- | ------------------- | ------------------- |
| Coupe de la Ligue   | 1x                  | 2000/01             |                     |                     |
| Tottenham Hotspur   |                     |                     |                     |                     |
| League Cup          | 1x                  | 2007/08             |                     |                     |

## Trivia
- Malbranque is genoemd naar Avengers-karakter John Steed.
- Hij staat er bekend om zijn shirt uit zijn broek te laten hangen tijdens wedstrijden, waardoor hijzelf kleiner lijkt en zijn shirts een paar maten te groot.
- Hij scoorde het 150e doelpunt van Tottenham in Europees verband op thuiswedstrijd tegen Sporting Braga op 14 maart 2007 in de achtste finale van de UEFA Cup.